# Le Rheu
Le Rheu (bretonisch: Reuz) ist eine französische Gemeinde mit 9823 Einwohnern (Stand: 1. Januar 2022) im Département Ille-et-Vilaine in der Region Bretagne; sie gehört zum Arrondissement Rennes und zum Kanton Le Rheu. Die Einwohner werden Rheusois(es) genannt.

## Geographie
Die nördliche Gemeindegrenze bildet der Fluss Flume und die östliche Gemeindegrenze die Vilaine. Mitten durch das Gemeindegebiet fließt der Lindon in die Vilaine.
Umgeben wird Le Rheu von den Nachbargemeinden Pacé, Vezin-le-Coquet im Nordosten, Rennes im Osten, Saint-Jacques-de-la-Lande im Südosten, Chavagne im Süden, Mordelles im Südosten und L’Hermitage im Nordosten.
Durch die Gemeinde führt die Route nationale 24.
Die Gemeinde besteht aus den Ortsteilen Le Rheu, Moigné und einem Teil von Apigné (der übrige Teil gehört zum Stadtgebiet von Rennes).

## Geschichte
1965 wurde die früher eigenständige Gemeinde Moigné in das Gemeindegebiet eingegliedert. Beide Gemeindeteile können ihre erste urkundliche Erwähnung bis in das 13. Jahrhundert zurückverfolgen (1240 Moigné, 1279 Le Rheu). Möglicherweise sind die Siedlungen auch älter, da sich hier eine Römerstraße entlang zog.

## Bevölkerungsentwicklung
| Jahr      | 1962 | 1968 | 1975 | 1982 | 1990 | 1999 | 2006 | 2011 |
| Einwohner | 1710 | 3080 | 3869 | 4276 | 5027 | 5733 | 6920 | 7696 |

## Sehenswürdigkeiten
Siehe auch: Liste der Monuments historiques in Le Rheu
- Kirche Le Rheu
- Kirche Saint-Melaine in Moigné, Monument historique
- Château de la Freslonnière
- Château d’Apigné
- See von Apigné
- Mühle von Apigné

|  |  |

## Gemeindepartnerschaften
Mit der deutschen Gemeinde Grasbrunn in Bayern besteht seit 1974 eine Partnerschaft.

## Persönlichkeiten
- Bernard de La Villardière (1958–2014), Journalist